# Daniel Guzmán Jr.
Daniel Guzmán Miranda (sinh ngày 28 tháng 6 năm 1992) là một cầu thủ bóng đá người México thi đấu ở vị trí tiền đạo cho Las Vegas Lights ở USL.

## Sự nghiệp câu lạc bộ
Guzmán Miranda là một cầu thủ trẻ của Santos Laguna của Mexico và theo dạng cho mượn trong 5 năm. Anh từng thi đấu cho Veracruz FC, Câu lạc bộ UDG và Ballenas Galeana, tất car ở Ascenso MX và cuối cùng đá ở Primera División (first division) sau khi ký hợp đồng với Puebla mùa giải 2014.

## Đời sống cá nhân
Guzmán Miranda là con trai của cựu cầu thủ bóng đá Mexico Daniel Guzmán hiện tại là huấn luyện viên của Leones Negros đá tại Ascenso MX.